# Lakshaphagus cerococci
Lakshaphagus cerococci är en stekelart som beskrevs av Xu och He 1996. Lakshaphagus cerococci ingår i släktet Lakshaphagus och familjen sköldlussteklar. Inga underarter finns listade i Catalogue of Life.